# Sarangpur
Sarangpur és una ciutat i municipi del districte de Rajgarh a Madhya Pradesh situada a 23° 34′ N, 76° 28′ E / 23.57°N,76.47°E a la riba oriental del Kali Sind. Consta al cens del 2001 amb 32.295 habitants que fa un segle (1901) eren 6.339.
Ja havia estat una ciutat hindú segons es veu per les monedes que s'han trobat del tipus d'Ujjain. Va esdevenir important sota Sarang Singh Khichi el 1298, del que va rebre el seu nom. La ciutat actual fou construïda durant el sultanat de Malwa al segle xv. La ciutat fou gran i prospera i tenia al costat ls ruïnes de la vella ciutat. El 1526 va passar de mans de Mahmud Khilji II de Malwa a Rana Sanga de Chitor, però poc després, amb la confusió de la invasió de Baber va quedar en mans de Mallu Khan que va intentar fer-se independent a Malwa però aviat fou sotmès per Sher Shah Suri i concedida a Shudja Khan (1554); a la caiguda dels Suris el 1555, mort Shudja Khan, el va succeir el seu fill Baz Bahadur que es va fer independent i va encunyar moneda. El 1562 Akbar va enviar un exèrcit contra Baz Bahadur, dirigit per Adham Khan, que va ocupar Sarangpur; les forces de Baz Bahadur van desertar i va haver de fugir. Les seves dones i concubines, i el tresor, van caure en mans d'Adham Khan; entre les dones estava la seva amant Rupmati, de la que estava bojament enamorat, que es diu que es va suïcidar a Sarangpur per evitar ser posseïda pel vencedor. Baz Bahadur finalment va anar a Delhi, fou ben rebut i se li va concedir un mansab honorífic i va viure fins al 1588. En aquest temps Sarangpur fou unida a la suba de Malwa, i va esdevenir capçalera del sarkar de Sarangpur. El 1734 fou conquerida pels marathes i després fou dominada pels sobirans de Dewas, els Holkar i els Sindhia, i pel cap pindari Karim Khan fins que el 1818 els britànics la van restituir a Dewas per tractat en el qual els britànics consideraven a les dues branques reials com un únic poder. Fins al 1889 les dues branques van governar Sarangpur conjuntament i en aquest any fou repartida en dues parts iguals, una per cada branca.

## Refeències
- Wilson Hunter, Sir William; Sutherland Cotton, James; Sir Richard Burn, Sir William Stevenson Meyer. Great Britain India Office. The Imperial Gazetteer of India (en anglès).  Oxford: Clarendon Press, 1908.